# Bahnhof Umetsubo
Der Bahnhof Umetsubo (jap. 梅坪駅, Umetsubo-eki) ist ein Bahnhof auf der japanischen Insel Honshū. Er wird von der Bahngesellschaft Meitetsu (Nagoya Tetsudō) betrieben und befindet sich in der Präfektur Aichi auf dem Gebiet der Stadt Toyota östlich von Nagoya.

## Verbindungen
Umetsubo ist ein Trennungsbahnhof an der Meitetsu Mikawa-Linie, die Toyota mit Chiryū verbindet. Von dieser zweigt die Meitetsu Toyota-Linie von Toyota nach Nagoya ab. Beide Strecken werden von der Bahngesellschaft Meitetsu betrieben. Auf der Mikawa-Linie verkehren Lokalzüge im Viertelstundentakt von Sanage über Umetsubo und Toyotashi zum Bahnhof Chiryū, wo Anschluss an die Meitetsu Nagoya-Hauptlinie besteht. Ebenfalls alle 15 Minuten verkehren Lokalzüge auf der Toyota-Linie von Toyotashi über Umetsubo nach Akaike; dort werden sie zur Tsurumai-Linie der U-Bahn Nagoya durchgebunden und verkehren weiter durch das Stadtzentrum von Nagoya bis nach Kami-Otai (teilweise bis nach Inuyama). Auf dem Teilstück zwischen Umetsubo und Toyotashi ergibt sich dadurch ein angenäherter 7½-Minuten-Takt. Auf dem kreisförmigen Vorplatz an der Nordwestseite hält eine Buslinie der Gesellschaft Toyota Oiden Bus.

## Anlage
Der Bahnhof steht nördlich des Stadtzentrums im Stadtteil Umetsubochō. In der Nähe befinden sich unter anderem eine Fabrikationsstätte von Asahi Glass und die Nationale Technologie-Hochschule. Die Anlage ist annähernd von Norden nach Süden ausgerichtet und umfasst zwei Gleise auf einem Viadukt, die beide dem Personenverkehr dienen. Sie liegen an einem leicht gekrümmten und teilweise überdachten Mittelbahnsteigen. Der Eingangsbereich ist unter dem Viadukt angeordnet, der Zugang zum Bahnsteig erfolgt über Treppen oder barrierefrei über einen Aufzug. Der Bahnhof ist seit 2003 nicht mit Personal besetzt und wird von Toyotashi aus ferngesteuert.
Im Fiskaljahr 2019 nutzten durchschnittlich 6674 Fahrgäste täglich den Bahnhof.

## Gleise
| 1 | ▉ Meitetsu Mikawa-Linie | Sanage                       |
| 1 | ▉ Meitetsu Toyota-Linie | Akaike • Fushimi • Kami-Otai |
| 2 | ▉ Meitetsu Mikawa-Linie | Toyotashi • Chiryū           |
| 2 | ▉ Meitetsu Toyota-Linie | Toyotashi                    |

## Bilder

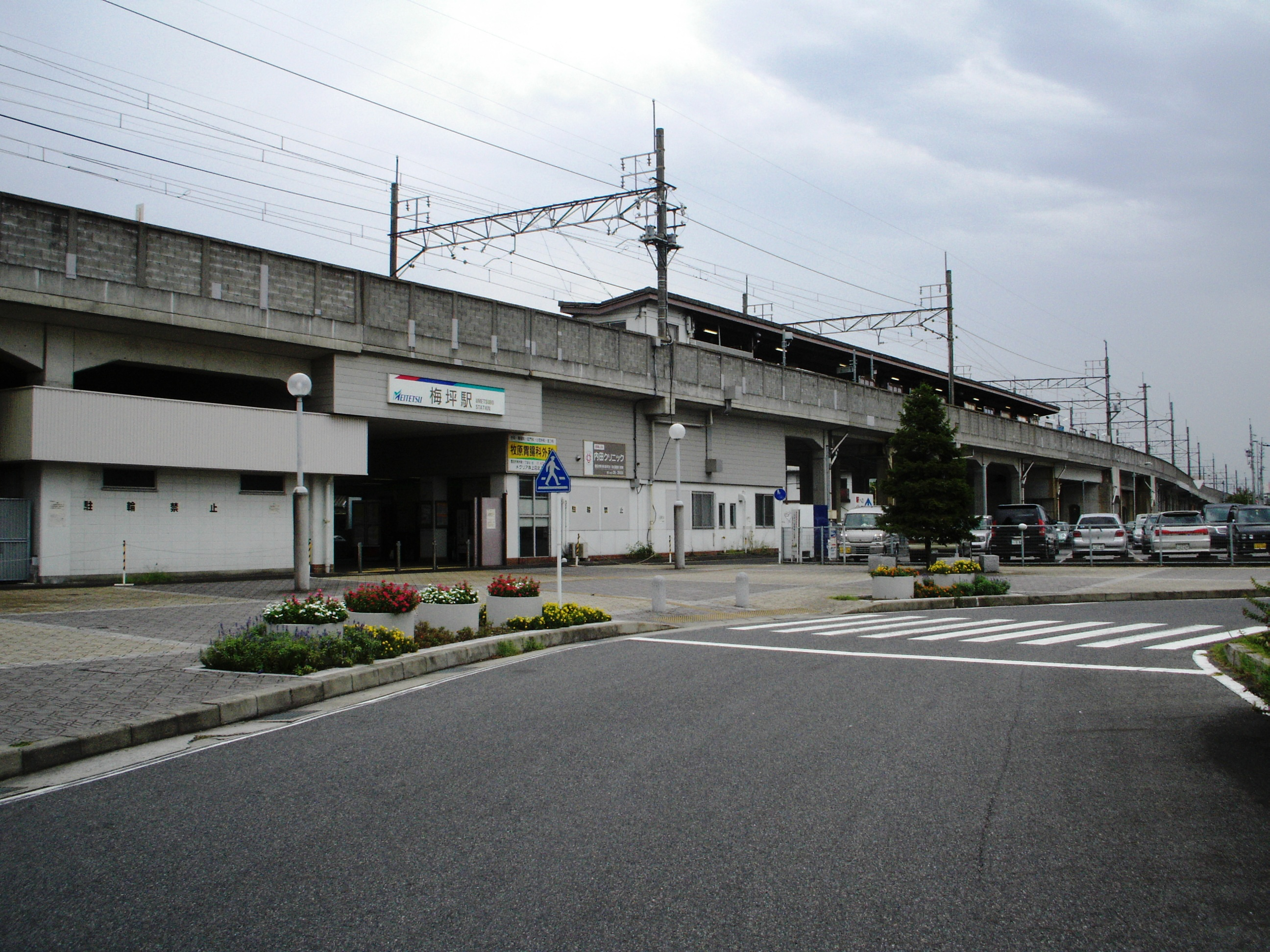
Eingangsbereich
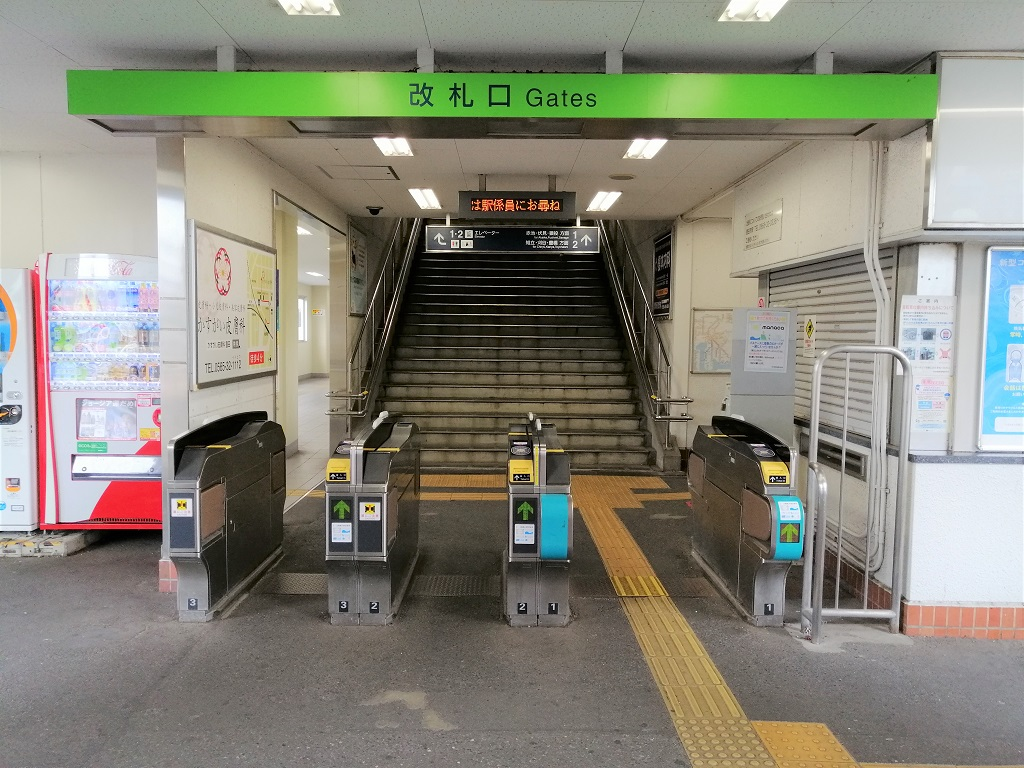
Bahnsteigsperren
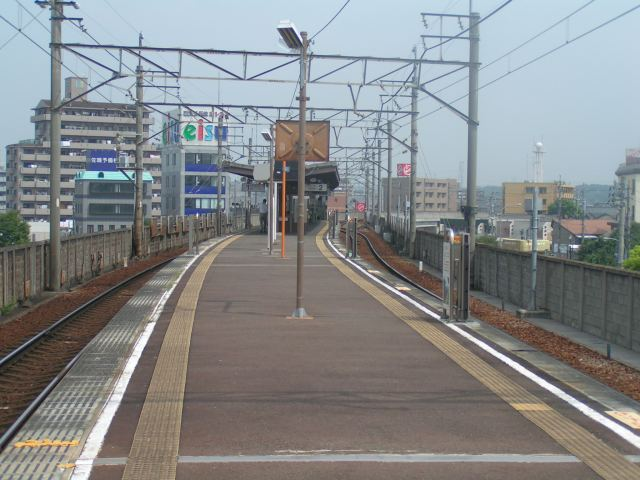
Ansicht des Bahnsteigs
Gleisplan
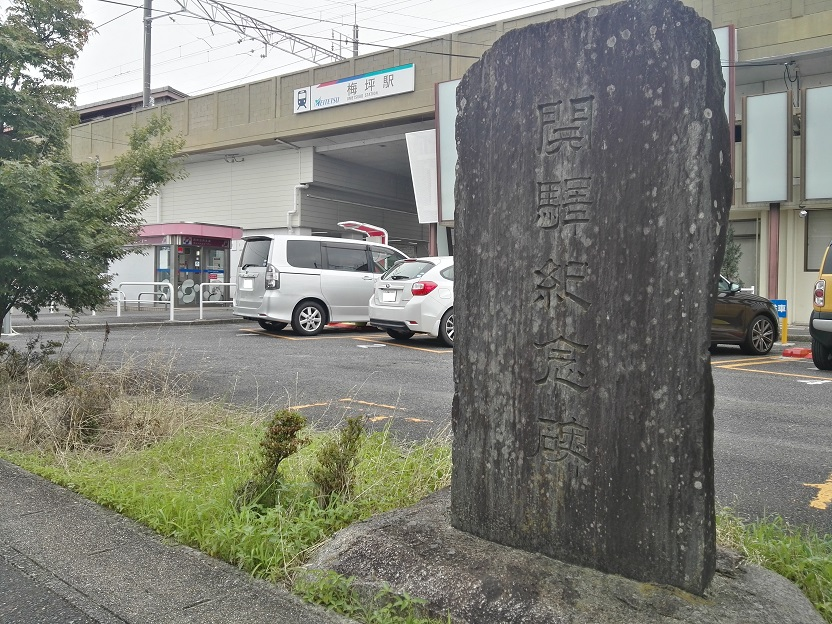
Denkmal

## Linien
| Verlauf der Meitetsu Toyota-Linie                                                      |
| -------------------------------------------------------------------------------------- |
| Umetsubo • Kami-Toyota • Jōsui • Miyoshigaoka • Kurozasa • Komenoki • Nisshin • Akaike |

| Verlauf der Meitetsu Mikawa-Linie |
| --- |
| Sanage • Hiratobashi • Koshido • Umetsubo • Toyotashi • Uwa Goromo • Tsuchihashi • Takemura • Wakabayashi • Mikawa Yatsuhashi • Mikawa Chiryū • Chiryū • Shigehara • Kariya • Kariyashi • Ogakie • Yoshihama • Mikawa Takahama • Takahama-minato • Kita-Shinkawa • Shinkawa-machi • Hekinan-chūō • Hekinan |

## Geschichte
Zwar hatte die Bahngesellschaft Mikawa Tetsudō bereits im Januar 1922 den Abschnitt Toyotashi–Koshido der später so bezeichneten Mikawa-Linie eröffnet, doch die Züge fuhren hier zunächst ohne Halt durch. Die Eröffnung des Bahnhofs Umetsubo erfolgte dann fast zwei Jahre später am 26. Oktober 1923. 1941 ging der Bahnhof in den Besitz der Meitetsu über. Diese stellte am 25. Dezember 1977 den Güterumschlag ein und begann daraufhin die Bahnstrecke im Bereich des Bahnhofs auf einen Viadukt zu verlegen, um mehrere höhengleiche Bahnübergänge aufheben zu können. Die Arbeiten umfassten auch die Verlegung des Bahnhofs um etwa 200 Meter nach Süden. Dadurch schuf man die Voraussetzungen für die Eröffnung der Toyota-Linie, die am 29. Juli 1979 erfolgte. Am 1. Oktober 1986 war der Ausbau des Streckenabschnitts nach Toyotashi auf zwei Gleise abgeschlossen.